# دافور ماركيليتش
دافور ماركيليتش (بالكرواتية: Davor Marcelić) مواليد 25 مايو 1969 في زادار، جمهورية كرواتيا الاشتراكية، هو لاعب كرة سلة كرواتي معتزل. بدأ مسيرته الاحترافية في سنة 1991. يبلغ طوله 6 قدم 6.74 بوصة (2.0 م). مثّل منتخب بلاده. شارك في دورة الألعاب الأولمبية الصيفية سنة 1996. اعتزل اللعب في 2010.

## المسيرة الاحترافية
لعب مع سيبونا من سنة 1993 إلى 2000، ثم لعب مع فوتسوافك من سنة 2000 إلى 2002، ثم لعب مع فورتيتودو بولونيا في الدوري الإيطالي في سنة 2002، ثم لعب مع أسفيل باسكت في الدوري الفرنسي في موسم 2002–2003، ثم لعب مع زادار في موسم 2003–2004، ثم لعب مع سيبونا في موسم 2005–2006، ثم لعب مع سلوفان في سنة 2007.

## روابط خارجية
- دافور ماركيليتش على موقع الاتحاد الدولي لكرة السلة (الإنجليزية)
- دافور ماركيليتش على موقع كرة السلة الأوروبية.كوم (الإنجليزية)
- دافور ماركيليتش على موقع كلية كرة السلة في سبورتس رفرنس.كوم (الإنجليزية)
- دافور ماركيليتش على موقع ريلجم (الإنجليزية)
- دافور ماركيليتش على موقع بروبوليرز (الإنجليزية)
- دافور ماركيليتش على موقع سبورتس رفرنس (الإنجليزية)
- دافور ماركيليتش على موقع اللجنة الأولمبية الدولية (الإنجليزية)
- دافور ماركيليتش على موقع أوليمبيديا (الإنجليزية)